# パーマーの危機脱出
『パーマーの危機脱出』（Funeral in Berlin）は、1966年のイギリスの映画である。1964年の『国際諜報局』の続編であり、レン・デイトンの小説『ベルリンの葬送』を原作としている。
主役のハリー・パーマーは引き続いてマイケル・ケインが演じる。

## ストーリー
冷戦時代。英国のスパイのハリー・パーマーが西側への亡命を希望するロシア人のストック大佐を助けるために東ベルリンへと発つ。

## キャスト
| 役名                 | 俳優                              | 日本語吹替                      |
| 役名                 | 俳優                              | 東京12ch版                      |
| -------------------- | --------------------------------- | ------------------------------- |
| ハリー・パーマー     | マイケル・ケイン                  | 羽佐間道夫                      |
| ストック大佐         | オスカー・ホモルカ                | 雨森雅司                        |
| サマンサ・スティール | エヴァ・レンツィ                  | 鈴木弘子                        |
| ジョニー・ヴァルカン | ポール・ハシミッド                | 森川公也                        |
| ロス                 | ガイ・ドールマン                  | 嶋俊介                          |
| ハラム               | ヒュー・バーデン                  | 宮内幸平                        |
| ブリジット           | マルト・ケラー （クレジットなし） |                                 |
| 不明 その他          |                                   | 小林清志 肝付兼太 藤本譲        |
|                      |                                   |                                 |
| 演出                 | 演出                              | 高桑慎一郎                      |
| 翻訳                 | 翻訳                              | 島伸三                          |
| 効果                 |                                   |                                 |
| 調整                 |                                   |                                 |
| 制作                 | 制作                              | 東北新社                        |
| 解説                 | 解説                              | 芥川也寸志                      |
| 初回放送             | 初回放送                          | 1972年11月23日 『木曜洋画劇場』 |

※日本語吹替はDVD収録

## 製作
撮影はベルリンで行われた。